# Municipis del Cantó de Schaffhausen

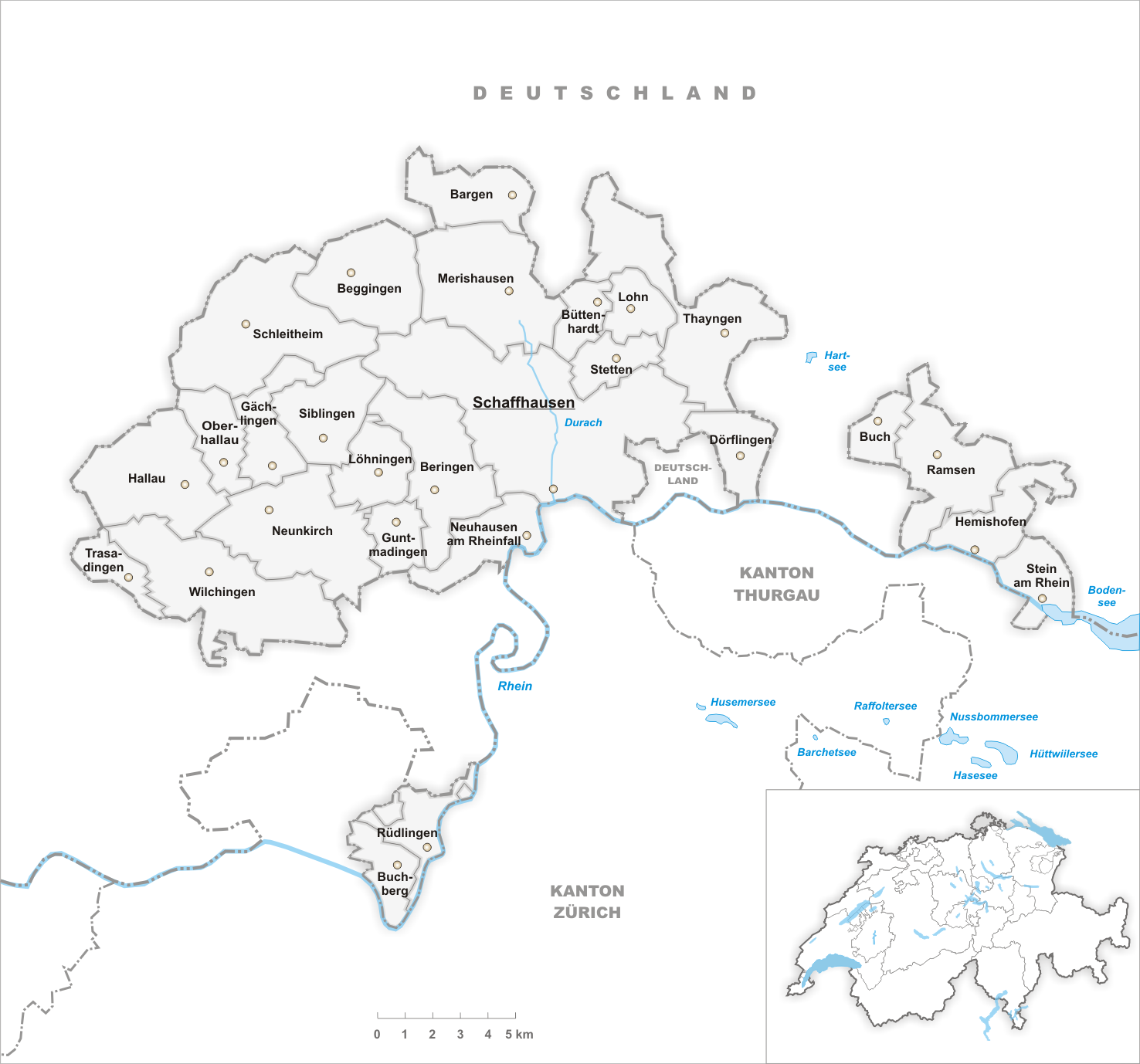
Mapa municipal del Cantó de Schaffhausen (1999)

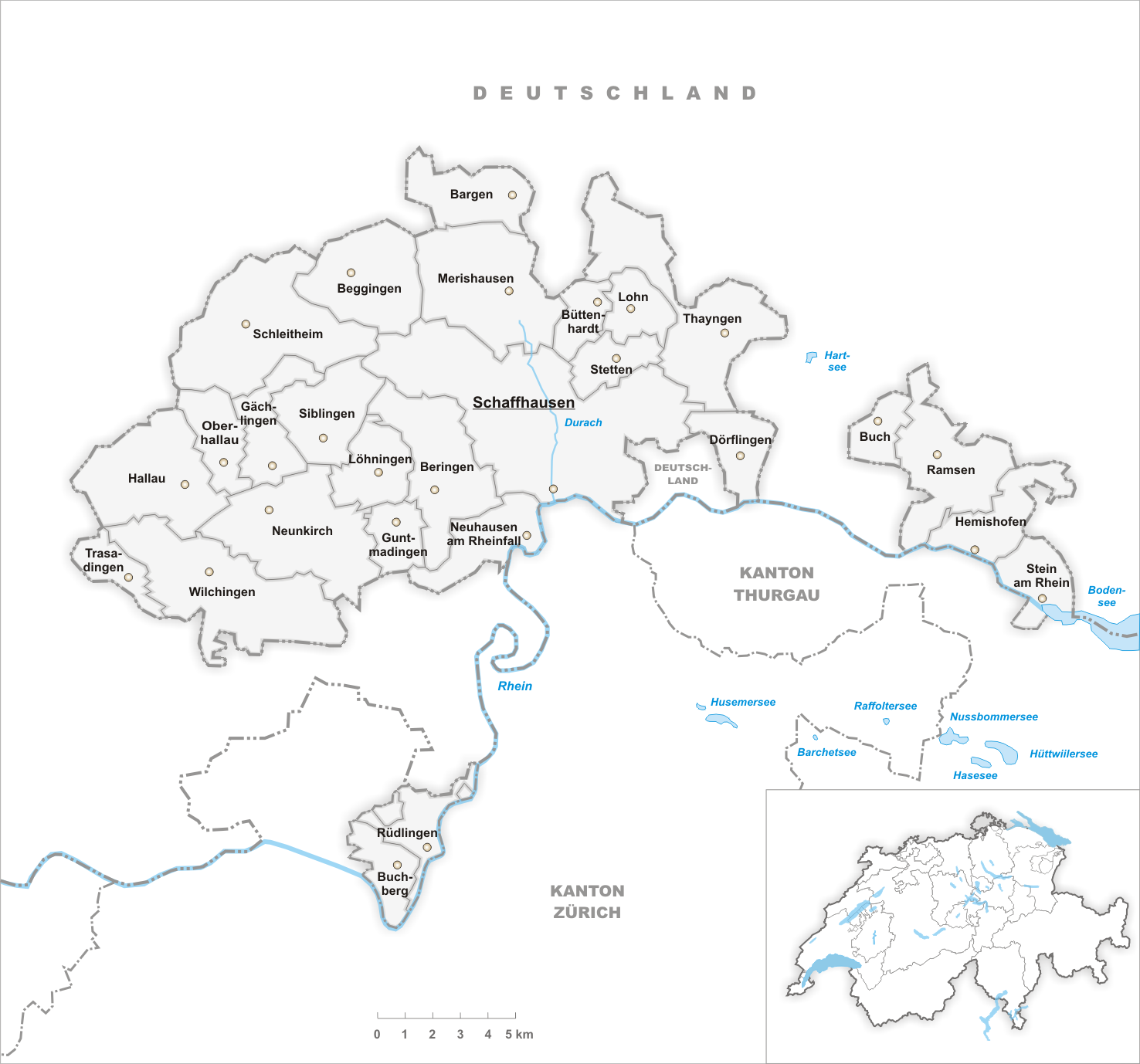
Mapa municipal del Cantó de Schaffhausen (2009)

Els Municipis del Cantó de Schaffhausen (Suïssa) eren 36 i amb la reforma del 1999, que a més va suprimir els districtes. Durant la primera dècada del segle XXI diverses reformes van reduir el nombre de municipis fins a 32. L'última reforma es va dur a terme el 2009.

## Municipis
| Nom                    | N° OFS | Població(2007) | Superfície (km²) | Densitat (hab./km²) |
| ---------------------- | ------ | -------------- | ---------------- | ------------------- |
| Altdorf                | 2911   | 205            | 3.04             | 67.43               |
| Bargen                 | 2931   | 234            | 8.27             | 28.30               |
| Beggingen              | 2951   | 514            | 12.59            | 40.83               |
| Beringen               | 2932   | 3245           | 14.17            | 229.00              |
| Bibern                 | 2913   | 243            | 1.81             | 134.25              |
| Buch                   | 2961   | 293            | 3.79             | 77.31               |
| Buchberg               | 2933   | 796            | 5.89             | 135.14              |
| Büttenhardt            | 2914   | 354            | 4.0              | 88.06               |
| Dörflingen             | 2915   | 802            | 5.82             | 137.80              |
| Gächlingen             | 2901   | 791            | 7.15             | 110.63              |
| Guntmadingen           | 2902   | 250            | 4.47             | 55.93               |
| Hallau                 | 2971   | 2011           | 15.32            | 131.27              |
| Hemishofen             | 2962   | 395            | 7.91             | 49.94               |
| Hemmental              | 2934   | 556            | 10.83            | 51.34               |
| Hofen                  | 2916   | 129            | 1.06             | 121.70              |
| Llac de Constança      | 9327   | 0              | 0.27             | 0.00                |
| Lohn                   | 2917   | 649            | 4.88             | 132.99              |
| Löhningen              | 2903   | 1116           | 6.86             | 162.68              |
| Merishausen            | 2936   | 708            | 17.56            | 40.32               |
| Neuhausen am Rheinfall | 2937   | 9881           | 8.00             | 1235.13             |
| Neunkirch              | 2904   | 1790           | 17.92            | 99.89               |
| Oberhallau             | 2972   | 418            | 6.03             | 69.32               |
| Opfertshofen           | 2918   | 133            | 2.11             | 63.03               |
| Ramsen                 | 2963   | 1313           | 13.50            | 97.26               |
| Rüdlingen              | 2938   | 622            | 5.49             | 113.21              |
| Schaffhausen           | 2939   | 33459          | 31.03            | 1078.28             |
| Schleitheim            | 2952   | 1719           | 21.60            | 79.58               |
| Siblingen              | 2953   | 748            | 9.41             | 79.49               |
| Stein am Rhein         | 2964   | 3119           | 5.76             | 541.49              |
| Stetten                | 2919   | 1001           | 4.69             | 213.43              |
| Thayngen               | 2920   | 4113           | 11.91            | 345.34              |
| Trasadingen            | 2973   | 574            | 4.13             | 138.98              |
| Wilchingen             | 2974   | 1685           | 21.13            | 79.74               |
| Total                  |        | 73866          | 298,42           | 247.52              |

El cantó de Schaffhouse té dos fragments separats de la resta del territori cantonal. El primer està format pels municipis de Buchberg i Rüdlingen, situat entre el Cantó de Zuric i Alemanya. El segon és el que formen els municipis de Buch, Hemishofen, Ramsen i Stein am Rhein situat entre Turgòvia i Alemanya.